# 大衛教派
大衛教派（英語：Branch Davidians）是美國的一個基督教新興教派，起於1934年，由保加利亞裔美国人維克多·霍捷夫（Victor Houteff）创立，後來分裂為不同派別。1993年，美國執法人員围困大衛·考雷什（原名Vernon Howell，1990年改名David Koresh）所領導的大卫教其中一派在德克薩斯州韋科附近的總部，造成雙方共86人死亡。

## 起源及發展
1934年，維克多·霍捷夫在美國創立大衛教派，當時名為「牧羊人之杖」（The Shepherd's Rod）。霍捷夫本來是基督復臨安息日會的教徒，因宣揚異端而被逐出教會。1935年豪迪夫在德克薩斯州韋科鎮附近設立教派總部，1942年教派改名為「基督复临安息日会大卫教派」（Davidian Seventh-day Adventists），但它與基督復臨安息日會並無關連。1955年霍捷夫去世，該教派分裂，其中一派名為「基督复临安息日会大卫支派」（Branch Davidian Seventh-day Adventists），佔有原教派在韋科鎮的房產。1981年大衛·考雷什加入該分支，到了1984年再分裂，考雷什帶領一部份支持者離開韋科鎮。1988年考雷什取得韋科鎮教派本部的控制權後，自稱先知，後來又自稱人子轉世，宣揚1993年為世界末日，信徒要和“巴比倫軍”(Babylon Army)战斗。

## 韋科慘案
脫離大衛教派的人宣稱考雷什在教內娶了多名妻子，當中甚至有未成年少女，另外又虐待兒童及儲存大量軍火，引起執法部門的注意。
1993年2月28日，美國菸酒槍炮及爆裂物管理局人員為調查非法軍火，準備搜查韋科鎮大衛教派的山莊，雙方開火對峙，槍戰造成4名執法人員及6名信眾死亡。聯邦調查局接手包圍山莊，雙方對峙51日，期間考雷什禁止山莊內的人離開，政府和他展開多次談判，考雷什先後釋放了37人。4月19日聯邦調查局發動進攻時，山莊突然起火，76名信眾（包括考雷什本人）喪生，只有9人生還。